# جیمز استورم
جیمز استورم (انگلیسی: James Storm؛ زادهٔ ۱ ژوئن ۱۹۷۷) یک کشتی‌گیر کشتی حرفه‌ای اهل ایالات متحده آمریکا است.